# Lasioglossum mesillense
Lasioglossum mesillense är en biart som först beskrevs av Cockerell 1898.  Lasioglossum mesillense ingår i släktet smalbin, och familjen vägbin. Inga underarter finns listade i Catalogue of Life.